# 2004年アテネオリンピックのスロベニア選手団
2004年アテネオリンピックのスロベニア選手団（2004ねんアテネオリンピックのスロベニアせんしゅだん）は、2004年8月13日から8月29日にかけてギリシャの首都アテネで開催された2004年アテネオリンピックのスロベニア選手団、およびその競技結果。

## 概要
今大会は、銀メダル1個、銅メダル3個の合計4個のメダルを獲得した。

## メダル
| メダル | 選手名               | 競技 | 種目           |
| ------ | -------------------- | ---- | -------------- |
| 銅     | ヨランダ・チェプラク | 陸上 | 女子800m       |
| 銅     | ウルシカ・ジョルニル | 柔道 | 女子63kg以下級 |